# Other Windsor (6e comte de Plymouth)
Other Archer Windsor, 6e comte de Plymouth (2 juillet 1789 - 20 juillet 1833, Deptford) est un noble anglais, le fils aîné et unique survivant d'Other Windsor (5e comte de Plymouth), de son épouse et cousine, Sarah Archer, fille de Andrew Archer (2e baron Archer). Il est le sixième comte de Plymouth de la création de 1682.

## Famille
Il est fils unique et a deux sœurs, Mary Windsor, mariée au marquis de Downshire et Harriet Windsor, mariée à Robert Clive, fils du comte de Powis et petit-fils de Robert Clive.
Devenu Lord Windsor à sa naissance, il hérite ses titres de son père le 12 juin 1799 à l'âge de dix ans, ainsi que des terres appartenant à son père à Tardebigge, le siège de famille, Hewell Grange, et des terres situées dans le Shropshire et à Glamorgan. Un an plus tard (1800), sa mère épouse William Pitt Amherst et lui donne deux fils. On ignore si le jeune Plymouth a grandi avec son beau-père (mais très probablement). Si tel est le cas, il est exposé aux influences de la cour très diversifiée d'Amherst et à ses relations politiques, aboutissant à l'échec de son ambassade (1816) en Chine. Il fait ses études à Harrow.
Il épouse Mary Sackville (1792–1864), fille aînée de John Sackville (3e duc de Dorset) le 5 août 1811. Le couple reste sans enfants et Lady Plymouth épouse plus tard son beau-père, Lord Amherst, la mère de Plymouth est décédée en 1838). Comme il est plus riche que son beau-frère, George Sackville-West (5e comte De La Warr) (1791-1869), sa belle-mère Arabella, la duchesse de Dorset et la comtesse Whitworth, laisse Knole en 1825 à sa fille aînée Mary, au motif le mari pourrait mieux se permettre l'entretien annuel de la maison. En 1829–1830, les comtesses de Plymouth et De La Warr (ou plutôt leurs maris) divisent les propriétés de la famille Sackville entre elles.

## Carrière
Lord Plymouth est admis à la Chambre des lords à l'âge habituel de 21 ans, bien qu'il ne soit pas actif en politique. Le 8 octobre 1831, il vote contre le premier projet de loi sur les réformes avec la majorité des membres de la Chambre des lords. Il est impliqué dans la création de la division Worcester Yeomanry qui s'est battue en Espagne. À sa mort, il est colonel de la cavalerie de Worcestershire Yeomanry.
Également au cours de son mandat, les canaux de Worcester et Birmingham sont construits à travers Tardebigge (Tardebeck, Worcestershire). Le canal passe tout près de Hewell Grange (qui est maintenant une prison d'État) et est achevé dix ans après le transfert du titre de son père à Windsor. Le canal est terminé en 1799; cependant, les réservoirs sont construits vingt ans plus tard et achevés en 1836. Il achète Barnt Green House à la famille Yates, qui y résidait depuis plusieurs années.
Selon sa notice nécrologique, Lord Plymouth adore la chasse et gardait un grand haras à Hewell Grange Worcestershire et à Melton. En octobre 1832, il divertit la duchesse de Kent et sa jeune fille Victoria à Hewell Grange .
Plymouth est décédé à bord de son yacht, à 44 ans, à Deptford. Au cours de la nuit, il a eu une attaque d'apoplexie et est décédé dans l'après-midi malgré l'aide médicale. Il est enterré dans le caveau familial de l'église St Bartholomew à Tardebigge (alors aussi appelée Tardebeck), dans le Worcestershire. Il est commémoré par un obélisque portant son nom, situé dans le parc naturel de Lickey Hills et visible de Bromsgrove. Son prénom inhabituel, «Autre», est traditionnel dans la famille et provient d'un ancêtre légendaire viking «Otho» ou «Othere».
À sa mort, il est remplacé au comté par son oncle célibataire, Andrew Windsor (né en 1764) décédé célibataire en 1837. Le comté est transmis au plus jeune frère du 7e comte (le plus jeune fils survivant du 4e comte), à la suite de quoi le comté s'éteint en 1843.
La mort sans descendance du 6e comte signifie que la baronnie de Windsor (1529) reste en suspens entre ses deux sœurs jusqu'à son attribution en 1855 en faveur de la sœur cadette Harriet Clive, qui devient Harriet Windsor-Clive et dont les fils Robert et George prennent également le nom de Windsor-Clive. Le petit-fils d'Harriet, Robert Windsor-Clive (1er comte de Plymouth) est créé comte de Plymouth en 1905 (troisième création) et est le grand-père du comte actuel (né en 1923), qui est le propriétaire des domaines détenus par le 6e comte.